# Svitlana Kračevska
Svitlana Ivanovna Dolženko-Kračevska (in ucraino Світлана Іванівна Крачевська?; Šyroke, 23 novembre 1944) è un'ex pesista sovietica.

## Palmarès
| Anno | Manifestazione | Sede              | Evento         | Risultato | Misura  | Note                          |
| ---- | -------------- | ----------------- | -------------- | --------- | ------- | ----------------------------- |
| 1972 | Olimpiadi      | Monaco di Baviera | Getto del peso | 4ª        | 19,24 m |                               |
| 1974 | Europei indoor | Göteborg          | Getto del peso | 7ª        | 18,02 m |                               |
| 1974 | Europei        | Roma              | Getto del peso | 8ª        | 18,27 m |                               |
| 1975 | Europei indoor | Katowice          | Getto del peso | 4ª        | 19,04 m |                               |
| 1976 | Europei indoor | Monaco di Baviera | Getto del peso | Argento   | 20,06 m | Miglior prestazione personale |
| 1976 | Olimpiadi      | Montréal          | Getto del peso | 9ª        | 18,36 m |                               |
| 1977 | Europei indoor | San Sebastián     | Getto del peso | 5ª        | 19,62 m |                               |
| 1978 | Europei        | Praga             | Getto del peso | 4ª        | 20,13 m |                               |
| 1980 | Olimpiadi      | Mosca             | Getto del peso | Argento   | 21,42 m | Miglior prestazione personale |